# Calendrier international féminin UCI 2006
Navigation
2005 2007
Le calendrier international féminin UCI 2006 regroupe les compétitions féminines de cyclisme sur route organisées sous le règlement de l'Union cycliste internationale durant la saison 2006.
Le calendrier est composé de 145 épreuves, en incluant les 76 championnats nationaux, organisées du 8 janvier au 12 novembre. Il comprend la Coupe du monde de cyclisme sur route féminine 2006, les Championnats du monde de cyclisme sur route 2006 de Salzbourg, les championnats continentaux, ainsi que les jeux régionaux.

## Règlement
Au fil des épreuves, les coureuses accumulent des points selon leur position à l'arrivée et le classement de la course. Dans le cas des courses par étapes, la meneuse au classement général après chaque étape reçoit des points boni. Dans le cas d'un contre-la-montre par équipes, les points décernés sont divisés également entre les coureuses de l'équipe, sauf à l'heure d'or féminine, où les points sont décernées comme si chaque équipe était constituée de 3 coureuses.
| Place | CM  | CM/CLM | CDM | *.1 | *.2 | Heure d'or |
| ----- | --- | ------ | --- | --- | --- | ---------- |
| 1re   | 200 | 100    | 100 | 80  | 40  | 33,33      |
| 2e    | 170 | 70     | 70  | 56  | 30  | 23,33      |
| 3e    | 140 | 40     | 40  | 32  | 16  | 13,33      |
| 4e    | 130 | 30     | 30  | 24  | 12  | 10         |
| 5e    | 120 | 25     | 25  | 20  | 10  | 8,33       |
| 6e    | 110 | 20     | 20  | 16  | 8   | 6,66       |
| 7e    | 100 | 15     | 15  | 12  | 6   | 5          |
| 8e    | 90  | 10     | 10  | 8   | 3   | 3,33       |
| 9e    | 80  | 9      | 9   | 7   |     | 3          |
| 10e   | 70  | 8      | 8   | 6   |     | 2,66       |
| 11e   | 60  | 7      | 7   | 5   |     | 2,33       |
| 12e   | 50  | 6      | 6   | 3   |     | 2          |
| 13e   | 40  | 5      | 5   |     |     | 1,66       |
| 14e   | 30  | 4      | 4   |     |     | 1,33       |
| 15e   | 20  | 3      | 3   |     |     | 1          |
| 16e   | 15  |        |     |     |     |            |
| 17e   | 10  |        |     |     |     |            |
| 18e   | 8   |        |     |     |     |            |
| 19e   | 5   |        |     |     |     |            |
| 20e   | 3   |        |     |     |     |            |

| Place               | 2.1 | 2.2 |
| ------------------- | --- | --- |
| 1re                 | 16  | 8   |
| 2e                  | 11  | 5   |
| 3e                  | 6   | 2   |
| 4e                  | 5   |     |
| 5e                  | 4   |     |
| 6e                  | 2   |     |
| Meneuse au générale | 8   | 4   |

## Calendrier des épreuves

### Janvier
| Date | Épreuve                  | Cat. | Vainqueur          | Équipe                   |
| ---- | ------------------------ | ---- | ------------------ | ------------------------ |
| 8    | Copa América de Ciclismo | 1.2  | Clemilda Fernandes | USC Chirio Forno d'Asolo |

### Février
| Date  | Épreuve           | Cat. | Vainqueur           | Équipe                  |
| ----- | ----------------- | ---- | ------------------- | ----------------------- |
| 21-23 | Geelong Tour      | 2.2  | Oenone Wood         | Nürnberger Versicherung |
| 26    | Geelong World Cup | CDM  | Ina-Yoko Teutenberg | T-Mobile                |

### Mars
| Date | Épreuve                                | Cat. | Vainqueur        | Équipe                            |
| ---- | -------------------------------------- | ---- | ---------------- | --------------------------------- |
| 1-3  | Tour de Nouvelle-Zélande               | 2.2  | Sarah Ulmer      |                                   |
| 5    | New Zealand World Cup                  | CDM  | Sarah Ulmer      |                                   |
| 12   | Circuit Het Volk                       | 1.2  | Suzanne de Goede | AA Drink                          |
| 21   | Jeux du Commonwealth, contre-la-montre | JR   | Oenone Wood      | Australie                         |
| 25   | Coppa dei Laghi                        | 1.1  | Monia Baccaille  | Saccarelli Emu Marsciano          |
| 26   | Jeux du Commonwealth, course en ligne  | JR   | Natalie Bates    | Australie                         |
| 26   | GP Costa Etrusca                       | 1.2  | Fabiana Luperini | Top Girls Fassa Bortolo Raxy Line |

### Avril
| Date  | Épreuve                        | Cat. | Vainqueur          | Équipe                    |
| ----- | ------------------------------ | ---- | ------------------ | ------------------------- |
| 2     | Tour des Flandres              | CDM  | Mirjam Melchers    | Buitenpoort-Flexpoint     |
| 7-9   | Tour de Drenthe                | 2.1  | Loes Markerink     | @Home                     |
| 15    | Ronde van Gelderland           | 1.2  | Bertine Spijkerman | Therme Skin Care          |
| 19    | Flèche wallonne                | CDM  | Nicole Cooke       | Univega                   |
| 23    | Tour de Berne                  | CDM  | Zulfiya Zabirova   | Bigla                     |
| 25    | GP Liberazione                 | 1.2  | Diana Žiliūtė      | Safi-Pasta Zara-Manhattan |
| 27-30 | Gracia Orlova                  | 2.2  | Judith Arndt       | T-Mobile                  |
| 30    | Souvenir Magali Pache Lausanne | 1.1  | Nicole Cooke       | Univega                   |

### Mai
| Date  | Épreuve                         | Cat. | Vainqueur            | Équipe                   |
| ----- | ------------------------------- | ---- | -------------------- | ------------------------ |
| 6     | Circuit de Borsele              | 1.2  | Marianne Vos         | DSB-Ballast Nedam        |
| 7     | Gran Premio Castilla y Leon     | CDM  | Nicole Cooke         | Univega                  |
| 12-21 | Tour de l'Aude cycliste féminin | 2.1  | Amber Neben          | Buitenpoort-Flexpoint    |
| 21    | Trofeo Riviera Della Versilia   | 1.2  | Olga Slioussareva    | Fenixs - Colnago         |
| 27    | Coupe du Monde de Montréal      | CDM  | Judith Arndt         | T-Mobile                 |
| 29-1  | Tour du Grand Montréal          | 2.1  | Christine Thorburn   | Webcor Builders/Platinum |
| 31-2  | Tour de Saint-Marin             | 2.2  | Svetlana Boubnenkova | Fenixs - Colnago         |

### Juin
| Date  | Épreuve                                      | Cat. | Vainqueur            | Équipe                                |
| ----- | -------------------------------------------- | ---- | -------------------- | ------------------------------------- |
| 1-4   | Eko Tour Dookola Polski                      | 2.2  | Bogumiła Matusiak    |                                       |
| 3     | Omloop door Middag-Humsterland               | 1.2  | Kirsten Wild         | AA Drink                              |
| 4     | Championnat Panaméricain sur route           | CC   | Yumari González      | Cuba                                  |
| 6     | Championnat Panaméricain du contre-la-montre | CC   | Amber Neben          | États-Unis                            |
| 6     | Durango-Durango Emakumeen Sarria             | 1.2  | Susanne Ljungskog    | Buitenpoort-Flexpoint                 |
| 8-11  | Iurreta-Emakumeen Bira                       | 2.1  | Fabiana Luperini     | Top Girls Fassa Bortolo Raxy Line     |
| 11    | Flèche Hesbignonne                           | 1.2  | Chantal Beltman      | Vrienden van het Platteland           |
| 11    | Wachovia Liberty Classic                     | 1.1  | Regina Schleicher    | Nürnberger Versicherung               |
| 14-17 | Tour cycliste féminin de la Drôme            | 2.2  | Béatrice Thomas      | Team Pro féminin du Génevois          |
| 15-17 | Tour du Trentin international féminin        | 2.1  | Svetlana Boubnenkova | Fenixs - Colnago                      |
| 15-17 | Ster Zeeuwsche Eilanden                      | 2.2  | Kirsten Wild         | AA Drink                              |
| 30-9  | Tour d'Italie                                | 2.1  | Edita Pučinskaitė    | Nobili Rubinetterie - Menikini Cogeas |

### Juillet
| Date  | Épreuve                                          | Cat. | Vainqueur         | Équipe                  |
| ----- | ------------------------------------------------ | ---- | ----------------- | ----------------------- |
| 6-9   | Tour de Feminin-Krasna Lipa                      | 2.2  | Theresa Senff     | AA Drink                |
| 12-16 | Tour de Bretagne                                 | 2.2  | Marina Jaunatre   | Vienne Futuroscope      |
| 13    | Championnats d'Europe espoirs - contre-la-montre | CC   | Linda Villumsen   | Danemark                |
| 15    | Championnats d'Europe espoirs - course en ligne  | CC   | Marianne Vos      | Pays-Bas                |
| 15    | GP Cento Carnevale d'Europa                      | 1.2  | Regina Schleicher | Nürnberger Versicherung |
| 18-23 | Tour de Thuringe                                 | 2.1  | Nicole Cooke      | Univega                 |
| 21-23 | Tour Féminin en Limousin                         | 2.2  | Marianne Vos      | DSB-Ballast Nedam       |
| 28    | Open de Suède Vårgårda                           | CDM  | Susanne Ljungskog | Buitenpoort-Flexpoint   |
| 30    | L'heure d'or féminine                            | CDM  | Univega           |                         |

### Août
| Date  | Épreuve               | Cat. | Vainqueur         | Équipe                  |
| ----- | --------------------- | ---- | ----------------- | ----------------------- |
| 5-13  | Route de France       | 2.2  | Linda Villumsen   | Buitenpoort-Flexpoint   |
| 6     | Holland Hills Classic | 1.2  | Theresa Senff     | AA Drink                |
| 13    | Tour de Bochum        | 1.1  | Oenone Wood       | Nürnberger Versicherung |
| 19-23 | Trophée d'Or féminin  | 2.2  | Zulfiya Zabirova  | Bigla                   |
| 26    | Grand Prix de Plouay  | CDM  | Nicole Brändli    | Bigla                   |
| 28-2  | Holland Ladies Tour   | 2.1  | Susanne Ljungskog | Buitenpoort-Flexpoint   |

### Septembre
| Date    | Épreuve                                          | Cat. | Vainqueur            | Équipe                                |
| ------- | ------------------------------------------------ | ---- | -------------------- | ------------------------------------- |
| 3       | Lowland International Rotterdam Tour             | CDM  | Ina-Yoko Teutenberg  | T-Mobile                              |
| 5-8     | Euregio Ladies Tour                              | 2.2  | Kristin Armstrong    | Équipe nationale des États-Unis       |
| 5-9     | Tour Cycliste Féminin International de l'Ardèche | 2.2  | Edita Pučinskaitė    | Nobili Rubinetterie - Menikini Cogeas |
| 10      | Tour de Nuremberg                                | CDM  | Regina Schleicher    | Nürnberger Versicherung               |
| 10      | Chrono Champenois - Trophée Européen             | 1.1  | Karin Thürig         | Univega                               |
| 12-17   | Tour de Toscane                                  | 2.1  | Svetlana Boubnenkova | Bigla                                 |
| (14-16) | Championnats d'Asie contre-la-montre             | CC   | Wang Li              | Chine                                 |
| (14-16) | Championnats d'Asie sur route                    | CC   | Han Song-Hee         | Corée du Sud                          |
| 20      | Championnats du monde - contre-la-montre         | CM   | Kristin Armstrong    | États-Unis                            |
| 23      | Championnats du monde - course en ligne          | CM   | Marianne Vos         | Pays-Bas                              |
| 27-2    | Tour du Salvador                                 | 2.1  | Aimee Vasse          |                                       |

### Octobre
| Date | Épreuve                                | Cat. | Vainqueur       | Équipe                                |
| ---- | -------------------------------------- | ---- | --------------- | ------------------------------------- |
| 4    | Grand Prix de Santa Ana                | 1.2  | Olivia Gollan   | Nobili Rubinetterie - Menikini Cogeas |
| 15   | Chrono des Nations Les Herbiers Vendée | 1.1  | Priska Doppmann | Univega                               |

### Novembre
| Date | Épreuve                                   | Cat. | Vainqueur         | Équipe         |
| ---- | ----------------------------------------- | ---- | ----------------- | -------------- |
| 10   | Championnats d'Afrique - Contre-la-montre | CC   | Aurélie Halbwachs | Maurice        |
| 12   | Championnats d'Afrique - Course en ligne  | CC   | Yolandi du Toit   | Afrique du Sud |

## Classements UCI
| Rang | Coureuse             | Équipe                  | Points  |
| ---- | -------------------- | ----------------------- | ------- |
| 1    | Nicole Cooke         | Univega                 | 1002,33 |
| 2    | Marianne Vos         | DSB-Ballast Nedam       | 738     |
| 3    | Susanne Ljungskog    | Buitenpoort-Flexpoint   | 718,52  |
| 4    | Trixi Worrack        | Nürnberger Versicherung | 694,86  |
| 5    | Judith Arndt         | T-Mobile                | 623,32  |
| 6    | Svetlana Boubnenkova | Fenixs - Colnago        | 593,66  |
| 7    | Nicole Brändli       | Bigla                   | 590,66  |
| 8    | Ina Teutenberg       | T-Mobile                | 546,32  |
| 9    | Oenone Wood          | Nürnberger Versicherung | 530,86  |
| 10   | Priska Doppmann      | Univega                 | 468,33  |

| Rang | Code | Équipe                              | Points  |
| ---- | ---- | ----------------------------------- | ------- |
| 1    | UPT  | Univega                             | 2011,32 |
| 2    | BFL  | Buitenpoort-Flexpoint               | 1755,89 |
| 3    | NUR  | Nürnberger Versicherung             | 1739,04 |
| 4    | BCT  | Bigla Cycling Team                  | 1372,98 |
| 5    | TMP  | T-Mobile                            | 1248,29 |
| 6    | FEN  | Fenixs-Colnago                      | 919,48  |
| 7    | AAD  | AA-Drink Cycling Team               | 915,07  |
| 8    | NMC  | Nobili Rubinetterie Menikini Cogeas | 887     |
| 9    | TOG  | Top Girls Fassa Bortolo Raxy Line   | 639,32  |
| 10   | SAF  | Safi-Pasta Zara Manhattan           | 453,32  |

| Rang | Nation      | Points  |
| ---- | ----------- | ------- |
| 1    | Allemagne   | 2547,74 |
| 2    | Pays-Bas    | 1728,43 |
| 3    | Suisse      | 1709,98 |
| 4    | Italie      | 1332,32 |
| 5    | États-Unis  | 1202,51 |
| 6    | Royaume-Uni | 1075,33 |
| 7    | Australie   | 1042,18 |
| 8    | Suède       | 948,51  |
| 9    | Russie      | 916,32  |
| 10   | Lituanie    | 901,66  |